# WatchOS
Watch OS (i marknadsföring skrivet watchOS) är ett operativsystem som endast används av smartklockan Apple Watch. Det är utvecklat av Apple, och baserat på IOS.
Första versionen av operativsystemet släpptes den 24 april 2015, tillsammans med den första Apple Watch-varianten.